# Aparat de proiecție cinematografică

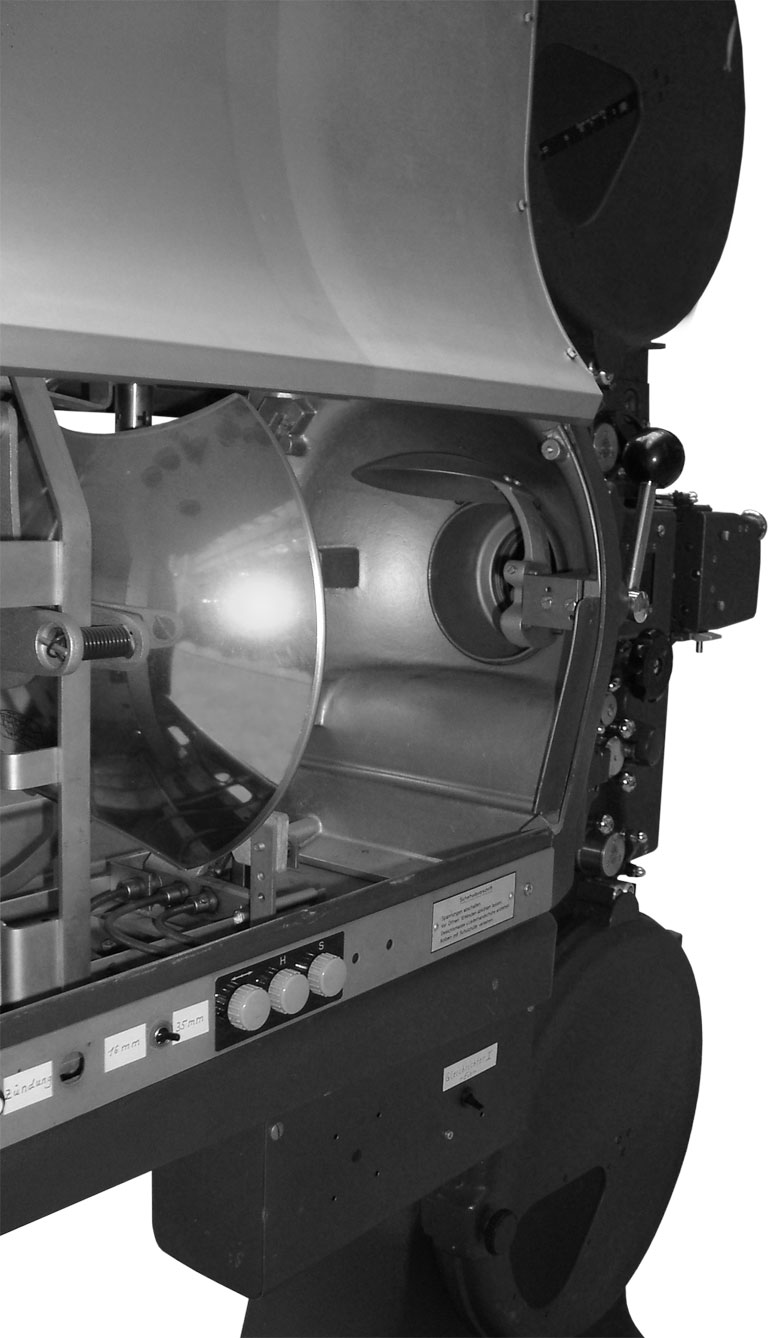
Aparat proiecție Erneman 35 cu lampă cu xenon

Sistem de transport sacadat al filmului cu grifă. Se observă că la transportul filmului, obturatorul închide fluxul de lumină, oprind proiecția.

Aparatul de proiecție este dispozitivul care formează imagini reale, răsturnate și mărite ale unor obiecte transparente sau opace, proiectate pe un ecran , obiectele fiind astfel așezate încât imaginea răsturnată dată de el să apară în poziție verticală. 
Dacă aparatul este destinat proiecției obiectelor transparente - dispozitive sau film cinematografic -, proiecția se numește proiecție de tip diascop. 
Dacă aparatul este destinat proiecției obiectelor opace, cum sunt pagini de carte, ziare, reviste, fotografii, se numește proiecție de tip episcop. 
Există și aparat care cumulează cele două proiecții, el numindu-se aparat epidiascop.
Proiecția cinematografică este de tip diascop.
Aparatul de proiecție cinematografică (în vorbirea curentă, „aparat de proiecție” sau impropiu „proiector”) are rolul de a proiecta pe un ecran alb imaginile fotogramelor înșirate pe film și de a transforma înregistrarea sonoră a fonogramei optice sau magnetice în semnale electrice ce se transmit instalației de redare a sunetului.
El efectuează redarea fotogramelor cu o anumită frecvență (de 24 imagini/sec. la filmele sonore și 16-18 imagini/sec. la filmele mute), numită frecvență de proiecție. Această frecvență trebuie să coincidă cu frecvența de filmare, astfel în cazul unor anomalii,apar dificultăți de redare. Dacă redarea este cu frecvență mai mică, sunetul va fi tărăgănat, neinteligibil și ton jos, îngroșat; dacă redarea este cu frecvență mare , sunetul va fi cu neinteligibil, acut și strident.Totodată recompunerea mișcării pe ecran va fi fie lentă, respectiv accelerată. 
Pentru perceperea imaginii proiectate este necesar ca fiecare fotogramă să fie menținută un timp nemișcată pe ecran. Acest lucru se face prin folosirea unui mecanism de transport sacadat al filmului prin ferestra de proiecție și cu ajutorul unui obturator de lumină, care are rolul de a "ascunde" deplasarea fotogramei pentru a face posibilă proiecția următoarei. Nefolosirea obturatorului ar face ca imaginea proiectată să fie neclară. 
Sistemul de transport sacadat al fimului se face cu ajutorul mecanismului cu grifă sau a mecanismului cu cruce de malta. Se mai poate aminti de proiecția cu mișcare continuă a filmului și redarea prin metoda compensarii luminii.Acest sistem este un sistem greoi de realizat și mai ales de folosit în exploatare. Nu se folosește. 
Pentru redarea fonogramei este necesar ca filmul să se deplaseze cu o viteză constantă în fața traductorului care efectuează transformarea semnalelor luminoase sau magnetice modulate de către fonogramă în semnale electrice modulate , pentru a fi transmise la instalația de redare a sunetului. 
Aparatul de proiecție cinematografică are în componența sa trei grupe de elemente constructive principale:
1. Elemente pentru transportul și înmagazinarea filmului.
2. Elementele sistemului lumino-optic de proiecție.
3. Elementele sistemului de redare a sunetului.

## Elemente pentru transportul și înmagazinarea filmului

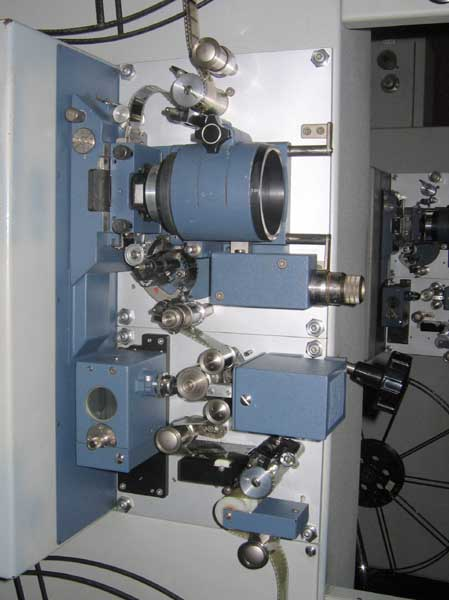
Elementele de transport, citire și îmagazinare a filmului (proiector Meo 5X)

Cuprind ansamblul de piese, dispozitive și mecanisme legate direct sau indirect de transportul filmului și înmagazinarea sa în aparat. 
Filmul este înmagazinat în aparat înfășurat pe o bobină, numită bobină debitoare, fixată pe un dispozitiv de defășurare (derulare), fie în partea superioară, fie în partea din spate jos, la o anumită distanță de podea. 
Filmul după derularea sa de pe bobină, este deplasat continuu prin aparat cu ajutorul elementelor de transport - role de ghidare (dirijare), glisiere și tamburi dințați de transport (dinții acestora intră în perforațiile filmului). 
Proiecția filmului se efectuează în dreptul ferestrei de proiecție ,pe care cade fascicolul luminii de proiecție. 
Aici cu ajutorul mecanismului de transport sacadat (grifă sau cruce de malta), se face oprirea și proiectarea fotogramelor înșirate pe film. Tot aici mai intervine și obturatorul care efectuează acoperirea ferestrei de proiecție pe timpul deplasării intermitente a fimului. 
După ce filmul trece cu o viteză constantă prin sistemul de redare a sunetului, acesta se duce la dispozitivul de înfășurare pe care se află bobina receptoare. Acesta se află la aparatele staționare în partea lor inferioară (jos), iar la aparatele portabile în partea din spate. 
Cele două dispozitive - desfășurare și înfășurare - pot constitui un ansamblu independent, care se leagă de proiector printr-un sistem de role de dirijare. Acest lucru pentru a putea monta tot programul pe o singură bobină; derularea se face automat. Tot acest sistem este pus în mișcare de un electromotor. La începuturi proiectorul era acționat manual.

## Elementele sistemului lumino - optic de proiecție
Realizează iluminarea fotogramei din fereastra de proiecție și proiecția sa pe un ecran. Se compune dintr-o sursă de lumină și un sistem optic de proiecție sau obiectiv de proiecție.

### Sursa de lumină
Se compune dintr-o sursă puternică de lumină care poate fi: arc voltaic, lampă de proiecție cu filament, lampă de proiecție cu halogeni, lampă de proiecție cu descărcare în gaze (cu xenon). 

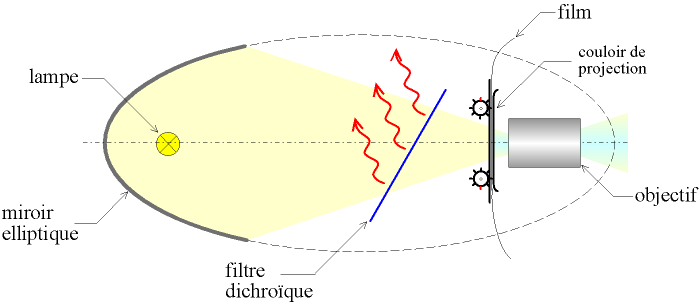
Lanternă de proiecție.Este alcătuită din: sursă de lumină, oglindă sferică sau eliptică, filtru caloric (vizibile pe fondul galben).

Caracteristica principală a unei surse de lumină trebuie să fie redarea spectrului luminos începând cu ultraviolet spre infraroșu.
De remarcat că în special la filmele color avem nevoie de o sursă cu spectrul cât mai spre ultraviolet pentru a nu denatura culorile. Acestei situații răspund bine arcul voltaic, lampa cu halogeni și lampa cu xenon. Ultimele două se folosesc actual cel mai mult și datorită ușurinței de exploatare.
Lumina emisă de sursă este captată de o oglindă sferică, care redirijează razele luminoase către fereastra de proiecție unde întâlnesc filmul străbătându-l ducându-se către ecran prin obiectivul de proiecție. De remarcat că pentru a reduce cantitatea de căldură emanată de sursă, razele luminoase trec inainte de fereastra de proiecție printr-un filtru caloric.
Sursa de lumină este instalată într-o incintă metalică numită lanternă de proiecție.

### Sisteme optice de proiecție (obiective)
1.Obiective normale pentru proiecția cinematografică 
Proiecția pe ecran este asigurată printr-un obiectiv de proiecție, care este un sistem optic convergent, dispus într-o montură, destinat formării de imagini reale și mari. Menționăm că în fereastra de proiecție imaginea fotogramei este răsturnată, iar rolul obiectivului este acela de a o face vizibilă în poziție normală pe ecran. 
În timpul proiecției cinematografice, obiectivul, trebuie să asigure o imagine pe ecran la care:
- să nu se observe aberațiile remanente ale obiectivului;
- forma să fie asemenea din punct de vedere geometric cu cea din fotogramă;
- iluminarea să fie aceeași pe întreaga suprafață a ecranului,cu abateri în limita normelor stabilite.
De menționat, că pentru obținerea unei imagini de bună calitate este necesar ca un obiectiv de proiecție să fie alcătuit din combinații de lentile diferite, montate și fixate într-o montură care să permită menținerea distanțelor pe axa obiectivului și menținerea coaxialității lor.
Obiectivul de proiecție se caracterizează prin:
a) - Distanța focală, care se măsoară între punctele principale ale sistemului și focare. De ea depinde mărimea transversală a imaginii pe ecran, precum și deschiderea relativă. Funcție de distanța focală și dimensiunile formatului de peliculă folosit ( industrial 16mm, 35mm, 70mm), se poate determina lățimea și înălțimea ecranului.
b) - Deschiderea relativă, care este un raport al diametrului pupilei de intrare a obiectivului și distanța focală. Această caracteristică arată că având o deschidere relativă mare, vor prelua tot fluxul luminos transmis de Sursa de lumină.
c) - Luminozitatea, care se exprimă matematic prin pătratul deschiderii relative și arată de câte ori un obiectiv va transmite mai multă lumină decât altul. Pentru îmbunătățirea calității luminozității, deci a folosirii fluxului luminos util (a pierderilor de lumină prin lentile) și contrastul imaginii totodată, lentilele din obiectiv sunt tratate chimic cu un strat antirefex. Acest strat antireflex este stabil chimic, nu este solubil în apă sau solvenți, nu se murdărește ușor și se curăță ușor cu alcool.
2.Obiective de construcție speciale
- I. Obiective cu distanță focală variabilă.

Sunt obiective care constructiv se compun din două grupuri de lentile, care se deplasează de-a lungul axei optice, schimbând distanța focală funcție de lungimea sălilor. În general sunt folosite la aparatele de filmat pentru eliminarea turelei de obiective.
- II. Dispozitive afocale pentru proiecția pe ecran lat.

Largirea ecranelor a fost posibilă ca urmare a modificării formatului de proiecție și a aplicării metodei de anamorfozare a imaginilor( filmarea cu rapoarte de mărire subunitate diferite pentru aceeași imagine; raportul pe orizontală este diferit față de cel pe verticală). Mai pe înțeles imaginea este alungită pe verticală, personajele fiind „țuguiate”, aplatizate. Pentru a se aduce imaginea la normal sunt folosite aceste dispozitive afocale, cunoscute ca (incorect) „obiectiv de cinemascop”, „obiectiv prokinoscop”, „obiectiv pentru ecran lat”. Pentru lucru, în timpul proiecției filmului se folosește atât obiectivul de normal (sau obiectivul cu distanță focală variabilă ) și dispozitivul afocal care este așezat în fața acestuia, el neinfluiențând în niciun fel gradul de mărire pe înălțime,doar dublează lățimea imaginii dată de obiectivul normal.
Constructiv, obiectivele afocale sunt:
a) - dispozitive cu lentile cilindrice; sunt dublete care modifică fix lățimea imaginii, nepermițând modificarea acesteia, raportul de 2:1 rămânând neschimbat.
b) - dispozitive cu prisme; sunt dublete de prisme refrigente, având muchia unghiului diedru așezată vertical. Raportul 2;1, se poate schimba imaginea mărindu-se în detrimentul unor distorsiuni; imaginea poate fi mai lată sau mai "subtiață", neplacută spectatorului.

## Elementele sistemului de redare asunetului
Acesta are rolul de a citi fonogramele optice sau pista magnetică de pe film.

### Citirea optică
Citirea optică se realizează prin: 
a) Mecanismul care asigură la locul citirii sunetului o viteză constantă , fără oscilații, mecanism care se numește stabilizator de viteză. Sunt mai multe sisteme constructive, însă în general se compun dintr-o rolă presoare din cauciuc, rolă de frână, tambur neted de citire cu volantă, dispozitiv de amortizare a oscilațiilor proprii ale volantului, role de dirijare.
b) Sistemul lumino - optic de citire compus dintr -o sursă luminoasă, bec de ton, fantă mecanică (dreptunghiulară foarte mică, 0,01 -0,02 mm funcție de felul peliculei, 16 mm sau 35 mm), microobiectiv și traductorul(actual fotodiodă). 
Citirea se face astfel: becul de ton produce raze luminoase către fanta mecanică; acesta lasă să treacă către microobiectiv o fantă luminoasă care ajunge la pista fonogramei pe care străbate; funcție de lățimea sau intensitatea luminoasă a acesteia, traductorul care se află în spatele fonogramei transformă oscilațiile luminoase în oscilații electrice pe care la transmite la instalația de sunet.

### Citirea magnetică
Mecanismul de înregistrare magnetică, este asemănător cu cel optic în ceace privește partea cinematică, nu are nevoie de bec de ton,fantă și microobiectiv, citirea făcându-se cu ajutorul unui cap magnetic în cazul citirii mono, sau cu un complex de 4 -8 capete magnetice în cazul redării stereofonice.

### Citirea sunetului numeric
Sunetul este înregistrat sub forma de cod de bare și este citit de un traductor pentru cod de bare. Nu se schimbă nimic în cinematica transportului de film al aparatului de proiecție.